# Bermuda Bowl
Bermuda Bowl è il nome con cui viene designato il campionato mondiale a squadre open di bridge organizzato dalla World Bridge Federation, WBF (federazione internazionale). La competizione, considerata la più importante nel panorama del bridge internazionale, deve il suo nome proprio alla sede dove si svolse la prima edizione nel 1950, alle isole Bermuda allora colonia britannica.

## Evoluzione
Organizzata originariamente da Norman Bach, un contabile, accanito giocatore di bridge delle Bermuda che giocava per la nazionale britannica la Bermuda Bowl è stato il primo evento bridgistico di rilevanza mondiale dopo la Seconda guerra mondiale. Inizialmente si trattava di una sfida a tre tra le grandi potenze del bridge, gli Stati Uniti e la Gran Bretagna, e una selezione di giocatori dell'Europa.
La prima edizione fu vinta dagli USA, dopodiché, in seguito divenne una sfida annuale tra gli Stati Uniti e il campione europeo in carica, ma dal 1957 è divenuto un vero campionato del mondo con la partecipazione delle migliori selezioni nazionali.
Vediamo i momenti salienti nell'evoluzione della formula:
1950: Prima edizione alle Bermuda tra USA, Europa e Gran Bretagna
1951: Le successive edizioni furono giocate a scontro diretto tra la rappresentativa dell'American Contract Bridge League ed il Campione d'Europa.
1958: Al torneo viene ammessa la squadra campione del Sud America.
1961: Il campione in carica partecipa di diritto alla competizione.
1966: Il torneo diviene a cinque con l'inclusione del campione d'Asia.
1971: Anche l'Australia entra a far parte del lotto dei partecipanti.
1974: Si inaugura la Venice Cup torneo per squadre femminili.
1979: I campioni in carica non partecipano più di diritto ma le partecipanti restano sei con l'inclusione di una squadra coi migliori giocatori del Centro America e Caraibi.
1981: L'Europa schiera due squadre e viene inserito il rappresentante di "Medio Oriente".
1983: Anche l'America del nord schiera due squadre ed il paese ospitante è ammesso di diritto. I campioni d'Europa e nordamericani approdano di diritto alle semifinali, mentre le altre squadre disputano un torneo preliminare per scegliere le altre due semifinaliste.
1991: I partecipanti diventano 16: 4 Europa, 3 Nord America, 3 Sud America, 2 Asia, Centro America, Medio oriente, Oceania e paese ospitante.
1997: I partecipanti diventano 18: 5 Europa, 3 Nord America, 3 Centro-Sud America, 3 Asia, 2 Oceania, Africa e paese ospitante.
2000: Per festeggiare i cinquant'anni dalla prima edizione, il torneo che si sarebbe dovuto svolgere nel 1999, viene disputato nel gennaio del 2000 alle Bermuda. I partecipanti sono 20: Per l'Europa le prime sei nazioni classificate al campionato continentale, 3 Nord America, 3 Centro-Sud America, 4 Asia e medio oriente, 2 Oceania, 1 Africa e paese ospitante.
2001: Nuovamente 18 partecipanti: 5 Europa, 2 Nord America, 3 Centro-Sud America, 4 Asia, 2 Oceania, Africa e paese ospitante.
Nel 2005 a Estoril in Portogallo, la nazionale italiana ha vinto la Bermuda Bowl 30 anni dopo l'ultimo successo ottenuto dal leggendario Blue Team di Giorgio Belladonna. La squadra italiana, già pluri-vincitrice di Campionati Europei e di Olimpiadi del Bridge, vincitrice della 37ª Bermuda Bowl, era composta da: Norberto Bocchi, Giorgio Duboin, Fulvio Fantoni, Lorenzo Lauria, Claudio Nunes, Alfredo Versace, Maria Teresa Lavazza (Capitano Non Giocatore), Massimo Ortensi (coach).
Nel 2013 a Bali in Indonesia, la nazionale italiana ha ripetuto il successo del 2005 battendo in finale la nazionale di Monaco. Va notato che in finale la squadra italiana (Norberto Bocchi, Giorgio Duboin, Lorenzo Lauria, Agustin Madala, Antonio Sementa e Alfredo Versace), si è trovata a giocare contro altri italiani, Fantoni e Nunes, diventati nel frattempo anche cittadini monegaschi in seguito a diverbi con la nazionale italiana con la quale hanno vinto i più importanti tornei internazionali e con la quale sono stati campioni del mondo nel 2005.
Attualmente la Bermuda Bowl si tiene ogni due anni con la partecipazione di 22 team: 7 dall'Europa, 3 dal Nord America, 2 dal Sud America, 1 dall'America centrale, 5 dall'Asia, 2 dall'Africa e 2 dall'Oceania. Gli Stati Uniti possono presentare due squadre (USA 1 e USA 2).
Accanto alla Bermuda Bowl si svolgono, con format analogo, la Venice Cup, campionato del mondo femminile a squadre, e la Senior Bowl, campionato mondiale senior.

## Albo d'oro
| Anno | Sede                              | Nazioni partecipanti | Vincitore/Piazzato |
| ---- | --------------------------------- | -------------------- | --- |
| 1950 | Hamilton, Bermuda                 | 3                    | USA (John Crawford, Charles Goren, George Rapee, Howard Schenken, Sidney Silodor, Samuel Stayman, Julius Rosenblum CNG)                                       |
| 1950 | Hamilton, Bermuda                 | 3                    | Gran Bretagna (Leslie Dodds, Nico Gardener, Kenneth Konstam, Joel Tarlo, Louis Tarlo, Maurice Harrison-Gray PC)                                               |
| 1951 | Napoli, Italia                    | 2                    | USA (B. Jay Becker, John Crawford, George Rapee, Howard Schenken, Samuel Stayman, Julius RosenblumCNG)                                                        |
| 1951 | Napoli, Italia                    | 2                    | Italia (Paolo Baroni, Eugenio Chiaradia, Pietro Forquet, Mario Franco, Augusto Ricci, Guglielmo Siniscalco, Carl'Alberto PerrouxNPC)                          |
| 1953 | New York, USA                     | 2                    | USA (B. Jay Becker, John Crawford, Theodore Lightner, George Rapee, Howard Schenken, Samuel Stayman, Joseph Cohan CNG)                                        |
| 1953 | New York, USA                     | 2                    | Svezia (Gunnar Anulf, Rudolf Kock, Robert Larsen, Nils-Olaf Lilliehook, Jan Wohlin, Einar WernerPC)                                                           |
| 1954 | Monte Carlo, Principato di Monaco | 2                    | USA (Clifford Bishop, Milton Ellenby, Lewis Mathe, Don Oakie, William Rosen, Douglas Steen, Benjamin Johnson CNG)                                             |
| 1954 | Monte Carlo, Principato di Monaco | 2                    | Francia (Jacques Amouraben, René Bacherich, Jean Besse - Svizzera, Pierre Ghestem, Marcel Kornblum, Karl Schneider - Austria)                                 |
| 1955 | New York, USA                     | 2                    | Gran Bretagna (Leslie Dodds, Kenneth Konstam, Adam Meredith, Jordanis Pavlides, Terence Reese, Boris Schapiro, Reginald Corwen CNG)                           |
| 1955 | New York, USA                     | 2                    | USA (Clifford Bishop, Milton Ellenby, Lewis Mathe, John Moran, William Rosen, Alvin Roth, Peter Leventritt CNG)                                               |
| 1956 | Parigi, Francia                   | 2                    | Francia (René Bacherich, Pierre Ghestem, Pierre Jaïs, Roger Lattes, Bertrand Romanet, Roger Trezel, Robert de Nexon CNG)                                      |
| 1956 | Parigi, Francia                   | 2                    | USA (Myron Field, Charles Goren, Lee Hazen, Richard Kahn, Charles Solomon, Samuel Stayman, Jeff Glick CNG)                                                    |
| 1957 | New York, USA                     | 2                    | Italia (Massimo d'Alelio, Walter Avarelli, Giorgio Belladonna, Eugenio Chiaradia, Pietro Forquet, Guglielmo Siniscalco, Carl'Alberto Perroux CNG)             |
| 1957 | New York, USA                     | 2                    | USA (Charles Goren, Boris Koytchou, Peter Leventritt, Harold Ogust, William Seamon, Helen Sobel, Rufus L. Miles Jr. CNG)                                      |
| 1958 | Como, Italia                      | 3                    | Italia (Massimo d'Alelio, Walter Avarelli, Giorgio Belladonna, Eugenio Chiaradia, Pietro Forquet, Guglielmo Siniscalco, Carl'Alberto Perroux CNG)             |
| 1958 | Como, Italia                      | 3                    | USA (B. Jay Becker, John Crawford, George Rapee, Alvin Roth, Sidney Silodor, Tobias Stone, J.G. Ripstra CNG)                                                  |
| 1959 | New York, USA                     | 3                    | Italia (Massimo d'Alelio, Walter Avarelli, Giorgio Belladonna, Eugenio Chiaradia, Pietro Forquet, Guglielmo Siniscalco, Carl'Alberto Perroux CNG)             |
| 1959 | New York, USA                     | 3                    | USA (Harry Fishbein, Sam Fry Jr., Leonard Harmon, Lee Hazen, Sidney Lazard, Ivar Stakgold, Charles Solomon CNG)                                               |
| 1961 | Buenos Aires, Argentina           | 4                    | Italia (Massimo d'Alelio, Walter Avarelli, Giorgio Belladonna, Eugenio Chiaradia, Pietro Forquet, Benito Garozzo, Carl'Alberto Perroux CNG)                   |
| 1961 | Buenos Aires, Argentina           | 4                    | North America (John Gerber, Paul Hodge, Norman Kay, Peter Leventritt, Howard Schenken, Sidney Silodor, Frank Westcott CNG)                                    |
| 1962 | New York, USA                     | 4                    | Italia (Massimo d'Alelio, Walter Avarelli, Giorgio Belladonna, Eugenio Chiaradia, Pietro Forquet, Benito Garozzo, Carl'Alberto Perroux CNG)                   |
| 1962 | New York, USA                     | 4                    | North America (Charles Coon, Mervin Key, Lewis Mathe, Eric Murray, G. Robert Nail, Ron von der Porten, John Gerber CNG)                                       |
| 1963 | Saint-Vincent, Italia             | 4                    | Italia (Massimo d'Alelio, Giorgio Belladonna, Eugenio Chiaradia, Pietro Forquet, Benito Garozzo, Camillo Pabis-Ticci, Carl'Alberto Perroux CNG)               |
| 1963 | Saint-Vincent, Italia             | 4                    | America del Nord (Jim Jacoby, Robert Jordan, Peter Leventritt, G. Robert Nail, Arthur Robinson, Howard Schenken, John Gerber CNG)                             |
| 1965 | Buenos Aires, Argentina           | 4                    | Italia (Massimo d'Alelio, Walter Avarelli, Giorgio Belladonna, Pietro Forquet, Benito Garozzo, Camillo Pabis-Ticci, Sergio Osella CNG)                        |
| 1965 | Buenos Aires, Argentina           | 4                    | North America (B. Jay Becker, Ivan Erdos, Dorothy Hayden, Peter Leventritt, Kelsey Petterson, Howard Schenken, John Gerber CNG)                               |
| 1966 | Saint-Vincent, Italia             | 5                    | Italia (Massimo d'Alelio, Walter Avarelli, Giorgio Belladonna, Pietro Forquet, Benito Garozzo, Camillo Pabis-Ticci, Carl'Alberto Perroux CNG)                 |
| 1966 | Saint-Vincent, Italia             | 5                    | America del Nord (Phil Feldesman, Bob Hamman, Sami Kehela, Lewis Mathe, Eric Murray, Ira Rubin, Julius Rosenblum CNG)                                         |
| 1967 | Miami, USA                        | 5                    | Italia (Massimo d'Alelio, Walter Avarelli, Giorgio Belladonna, Pietro Forquet, Benito Garozzo, Camillo Pabis-Ticci, Guido Barbone CNG)                        |
| 1967 | Miami, USA                        | 5                    | America del Nord (Edgar Kaplan, Norman Kay, Sami Kehela, Eric Murray, William Root, Alvin Roth, Julius Rosenblum CNG)                                         |
| 1969 | Rio de Janeiro, Brasile           | 5                    | Italia (Massimo d'Alelio, Walter Avarelli, Giorgio Belladonna, Eugenio Chiaradia, Pietro Forquet, Benito Garozzo, Camillo Pabis-Ticci, Angelo Tracanella CNG) |
| 1969 | Rio de Janeiro, Brasile           | 5                    | Taiwan (Frank Huang, Patrick Huang, C.S. Shen, K.W. Shen, Kovit Suchartkul, Min-Fan Tai, C.C. Wei CNG)                                                        |
| 1970 | Stoccolma, Svezia                 | 5                    | America del Nord (Billy Eisenberg, Bobby Goldman, Bob Hamman, Jim Jacoby, Michael Lawrence, Bobby Wolff, Oswald Jacoby CNG)                                   |
| 1970 | Stoccolma, Svezia                 | 5                    | Taiwan (Conrad Cheng, Elmer Hsiao, Patrick Huang, Harry Lin, Min-Fan Tai, David Mao CNG)                                                                      |
| 1971 | Taipei, Taiwan                    | 6                    | USA (Billy Eisenberg, Bobby Goldman, Bob Hamman, Jim Jacoby, Michael Lawrence, Bobby Wolff, Oswald Jacoby CNG)                                                |
| 1971 | Taipei, Taiwan                    | 6                    | Francia (Jean-Michel Boulenger, Pierre Jaïs, Jean-Marc Roudinesco, Jean-Louis Stoppa, Henri Szwarc, Roger Trezel, René Huni CNG)                              |
| 1973 | Guarujá, Brasile                  | 5                    | Italia (Giorgio Belladonna, Benito Bianchi, Pietro Forquet, Giuseppe Garabello, Benito Garozzo, Vito Pittalà, Sandro Salvetti CNG)                            |
| 1973 | Guarujá, Brasile                  | 5                    | USA (Mark Blumenthal, Bobby Goldman, Bob Hamman, Jim Jacoby, Michael Lawrence, Bobby Wolff, Ira G. Corn Jr. CNG)                                              |
| 1974 | Venezia, Italia                   | 6                    | Italia (Giorgio Belladonna, Benito Bianchi, Dano de Falco, Pietro Forquet, Arturo Franco, Benito Garozzo, Sandro Salvetti CNG)                                |
| 1974 | Venezia, Italia                   | 6                    | USA (Mark Blumenthal, Bobby Goldman, Bob Hamman, Sami Kehela, Eric Murray, Bobby Wolff, Ira G. Corn Jr. CNG)                                                  |
| 1975 | Southampton, Bermuda              | 5                    | Italia (Giorgio Belladonna, Gianfranco Facchini, Arturo Franco, Benito Garozzo, Vito Pittalà, Sergio Zucchelli, Sandro Salvetti CNG)                          |
| 1975 | Southampton, Bermuda              | 5                    | USA (Billy Eisenberg, Bob Hamman, Edwin Kantar, Paul Soloway, John Swanson, Bobby Wolff, Alfred Sheinwold CNG)                                                |
| 1976 | Monte Carlo, Principato di Monaco | 6                    | USA (Billy Eisenberg, Fred Hamilton, Eric Paulsen, Hugh Ross, Ira Rubin, Paul Soloway, Dan Morse CNG)                                                         |
| 1976 | Monte Carlo, Principato di Monaco | 6                    | Italia (Giorgio Belladonna, Pietro Forquet, Arturo Franco, Benito Garozzo, Vito Pittalà, Antonio Vivaldi, Sandro Salvetti CNG)                                |
| 1977 | Manila, Filippine                 | 6                    | USA (Billy Eisenberg, Edwin Kantar, Bob Hamman, Paul Soloway, John Swanson, Bobby Wolff, Roger Stern CNG)                                                     |
| 1977 | Manila, Filippine                 | 6                    | USA Aces (Fred Hamilton, Mike Passell, Eric Paulsen, Hugh Ross, Ira Rubin, Ron von der Porten, Jerome Silverman CNG)                                          |
| 1979 | Rio de Janeiro, Brasile           | 6                    | USA (Malcolm Brachman, Billy Eisenberg, Bobby Goldman, Edwin Kantar, Mike Passell, Paul Soloway, Ed Theus CNG)                                                |
| 1979 | Rio de Janeiro, Brasile           | 6                    | Italia (Giorgio Belladonna, Dano de Falco, Arturo Franco, Benito Garozzo, Lorenzo Lauria, Vito Pittalà, Sandro Salvetti CNG)                                  |
| 1981 | New York, USA                     | 7                    | USA (Russ Arnold, Robert Levin, Jeff Meckstroth, Bud Reinhold, Eric Rodwell, John Solodar, Tom Sanders CNG)                                                   |
| 1981 | New York, USA                     | 7                    | Pakistan (Nishat Abedi, Nisar Ahmed, Munir Ata-Ullah, Jan-e-Alam Fazli, Zia Mahmood, Masood Salim, Sattar Cochinwala CNG)                                     |
| 1983 | Stoccolma, Svezia                 | 10                   | USA (Michael Becker, Bob Hamman, Ron Rubin, Alan Sontag, Peter Weichsel, Bobby Wolff, Joe Musumeci CNG)                                                       |
| 1983 | Stoccolma, Svezia                 | 10                   | Italia (Giorgio Belladonna, Dano de Falco, Arturo Franco, Benito Garozzo, Lorenzo Lauria, Carlo Mosca, Filippo Palma CNG)                                     |
| 1985 | San Paolo, Brasile                | 10                   | USA (Bob Hamman, Chip Martel, Peter Pender, Hugh Ross, Lew Stansby, Bobby Wolff, Alfred Sheinwold CNG)                                                        |
| 1985 | San Paolo, Brasile                | 10                   | Austria (Heinrich Berger, Kurt Feichtinger, Jan Fucik, Wolfgang Meinl, Karl Rohan, Franz Terraneo, Franz Baratta CNG)                                         |
| 1987 | Ocho Rios, Giamaica               | 10                   | USA (Bob Hamman, Michael Lawrence, Chip Martel, Hugh Ross, Lew Stansby, Bobby Wolff, Dan Morse CNG)                                                           |
| 1987 | Ocho Rios, Giamaica               | 10                   | Great Britain (John Armstrong, Raymond Brock, Jeremy Flint, Tony Forrester, Graham Kirby, Robert Sheehan, Tony Priday CNG)                                    |
| 1989 | Perth, Australia                  | 10                   | Brasile (Marcelo Branco, Pedro Paulo Branco, Carlos Camacho, Gabriel Chagas, Ricardo Janz, Roberto de Mello, Pedro Paulo Assumpcão CNG)                       |
| 1989 | Perth, Australia                  | 10                   | USA (Michael Lawrence, Chip Martel, Peter Pender, Hugh Ross, Lew Stansby, Kit Woolsey, Dan Morse CNG)                                                         |
| 1991 | Yokohama, Giappone                | 16                   | Islanda (Gudmundur Pall Arnarson, Orn Arnthorsson, Jon Baldursson, Gudlaugur Johannsson, Thorlakur Jonsson, Adalsteinn Jorgensen, Bjorn Eysteinsson CNG)      |
| 1991 | Yokohama, Giappone                | 16                   | Polonia (Cezary Balicki, Piotr Gawrys, Krzysztof Lasocki, Krzystof Martens, Marek Szymanowski, Adam Zmudzinski, Andrzej Orlow CNG)                            |
| 1993 | Santiago del Cile, Cile           | 16                   | Olanda (Wubbo de Boer, Peter Jansen, Enri Leufkens, Bauke Muller, Jan Westerhof, Berry Westra, Jaap Trouwborst CNG, Henk Schippers CNG)                       |
| 1993 | Santiago del Cile, Cile           | 16                   | Norvegia (Terje Aa, Glenn Grøtheim, Geir Helgemo, Tor Helness, Arild Rasmussen, Jon Sveindal, Runar Lillevik CNG)                                             |
| 1995 | Pechino, Cina                     | 16                   | USA (Richard Freeman, Bob Hamman, Jeff Meckstroth, Nick Nickell, Eric Rodwell, Bobby Wolff, Edgar Kaplan CNG)                                                 |
| 1995 | Pechino, Cina                     | 16                   | Canada (Boris Baran, Fred Gitelman, Eric Kokish, George Mittelman, Mark Molson, Joey Silver, Irving Litvack CNG)                                              |
| 1997 | Hammamet, Tunisia                 | 18                   | Francia (Paul Chemla, Alain Levy, Christian Mari, Hervé Mouiel, Franck Multon, Michel Perron, Jean-Louis Stoppa CNG)                                          |
| 1997 | Hammamet, Tunisia                 | 18                   | USA II (Richard Freeman, Bob Hamman, Jeff Meckstroth, Nick Nickell, Eric Rodwell, Bobby Wolff, Walter Walvick CNG)                                            |
| 2000 | Southampton, Bermuda              | 20                   | USA (Richard Freeman, Bob Hamman, Jeff Meckstroth, Nick Nickell, Eric Rodwell, Paul Soloway, Sidney Lazard CNG                                                |
| 2000 | Southampton, Bermuda              | 20                   | Brasile (Marcelo Branco, João-Paulo Campos, Gabriel Chagas, Ricardo Janz, Roberto de Mello, Miguel Villas-Boas, Pedro Paulo Assumpcão CNG)                    |
| 2001 | Parigi, Francia                   | 18                   | USA II (Kyle Larsen, Chip Martel, Rose Meltzer, Alan Sontag, Lew Stansby, Peter Weichsel, Jan Martel CNG)                                                     |
| 2001 | Parigi, Francia                   | 18                   | Norway (Terje Aa, Boye Brogeland, Glenn Grøtheim, Geir Helgemo, Tor Helness, Erik Sælensminde, Einar Asbjørn Brenne CNG)                                      |
| 2003 | Monte Carlo, Principato di Monaco | 22                   | USA I (Richard Freeman, Bob Hamman, Jeff Meckstroth, Nick Nickell, Eric Rodwell, Paul Soloway, Sidney Lazard CNG)                                             |
| 2003 | Monte Carlo, Principato di Monaco | 22                   | Italia (Norberto Bocchi, Giorgio Duboin, Fulvio Fantoni, Lorenzo Lauria, Claudio Nunes, Alfredo Versace, Maria Teresa Lavazza CNG)                            |
| 2005 | Estoril, Portogallo               | 22                   | Italia (Norberto Bocchi, Giorgio Duboin, Fulvio Fantoni, Lorenzo Lauria, Claudio Nunes, Alfredo Versace, Maria Teresa Lavazza CNG)                            |
| 2005 | Estoril, Portogallo               | 22                   | USA I (Richard Freeman, Bob Hamman, Jeff Meckstroth, Nick Nickell, Eric Rodwell, Paul Soloway, Sidney Lazard CNG)                                             |
| 2007 | Shanghai, Cina                    | 22                   | Norvegia (Boye Brogeland, Glenn Grøtheim, Geir Helgemo, Tor Helness, Erik Saelensminde, Ulf Tundal)                                                           |
| 2007 | Shanghai, Cina                    | 22                   | USA I (Steve Garner, George Jacobs, Ralph Katz, Zia Mahmood, Michael Rosenberg, Howard Weinstein)                                                             |
| 2009 | San Paolo, Brasile                | 22                   | USA II (Bob Hamman, Zia Mahmood, Jeff Meckstroth, Eric Rodwell, Nick Nickell, Ralph Katz)                                                                     |
| 2009 | San Paolo, Brasile                | 22                   | Italia (Antonio Sementa, Giorgio Duboin, Fulvio Fantoni, Claudio Nunes, Lorenzo Lauria, Alfredo Versace)                                                      |
| 2011 | Veldhoven, Paesi Bassi            | 22                   | Paesi Bassi (Sjoert Brink, Bas Drijver, Bauke Muller, Ricco van Prooijen, Louk Verhees, Simon de Wijs)                                                        |
| 2011 | Veldhoven, Paesi Bassi            | 22                   | USA II (Kevin Bathurst, Joe Grue, John Hurd, Justin Lall, Joel Wooldridge, Daniel Zagorin)                                                                    |
| 2013 | Bali, Indonesia                   | 22                   | Italia (Antonio Sementa, Giorgio Duboin, Norberto Bocchi, Augustin Madala, Lorenzo Lauria, Alfredo Versace)                                                   |
| 2013 | Bali, Indonesia                   | 22                   | Principato di Monaco (Pierre Zimmermann, Franck Multon, Thor Helness, Geir Helgemo, Fulvio Fantoni, Claudio Nunes)                                            |
| 2015 | Chennai, India                    | 22                   | Polonia (Gawrys, Kuklowski, Jassem, Mazurkiewicz, Nowosadzki, Kalita)                                                                                         |
| 2015 | Chennai, India                    | 22                   | Svezia (Nystrom, Upmark, Warne, Bergdahl, Wrang, Sylvan) |
| 2017 | Lione, Francia                    | 22                   | Stati Uniti 2 (Fleisher, Grue, Martel, Moss, Pszczola, Rosenberg, MartelCNG)                                                                                  |
| 2017 | Lione, Francia                    | 22                   | Francia (Bessis, Combescure, Lorenzini, Quantin, Rombaut, Volcker, SebbaneCNG)                                                                                |